# 蛋白酪氨酸磷酸酶C型受體
蛋白酪氨酸磷酸酶C型受體（英語：Protein tyrosine phosphatase, receptor type, C）是一個由PTPRC人類基因編碼的酶 蛋白酪氨酸磷酸酶C型受體又叫做45號分化簇抗原，以前曾叫白細胞常見抗原（英語：leukocyte common antigen）。